# Premis Oscar de 1978
Els Premis Oscar de 1978 (en anglès: 51st Academy Awards) foren presentats el 9 d'abril de 1979 en una cerimònia realitzada al Dorothy Chandler Pavilion de Los Angeles.
En aquesta edició actuà de presentador Johnny Carson, que ho feu per primera vegada.

## Curiositats
Les pel·lícules més nominades de la nit foren El caçador de Michael Cimino i El cel pot esperar de Warren Beatty i Buck Henry amb nou nominacions. La primera d'elles fou la guanyadora de la nit amb cinc premis: pel·lícula, director i actor secundari, entre d'altres; i la segona únicament aconseguí un premi de caràcter tècnic.
Warren Beatty i Buck Henry es convertiren en la segona parella de directors en aconseguir una nominació en aquesta categoria després de Jerome Robbins i Robert Wise per West Side Story (1961); i Beatty es convertí en la segona persona, després d'Orson Welles, en aconseguir nominacions com a productor, director, actor principal i guionista per un film.
Maggie Smith aconseguí el premi a millor actriu secundària per la seva interpretació a California Suite de Herbert Ross, interpretant a una actriu que curiosament perdia un Oscar.

## Premis
| Millor pel·lícula | Millor direcció |
| --- | --- |
| - El caçador (Barry Spikings, Michael Deeley, Michael Cimino i John Peverall per Universal Pictures) - El cel pot esperar (Warren Beatty per Paramount Pictures) - Una dona separada (Paul Mazursky i Anthony Ray per 20th Century Fox) - L'Exprés de Mitjanit (Alan Marshall i David Puttnam per Columbia Pictures) - Tornar a casa (Jerome Hellman per United Artists) | - Michael Cimino per El caçador - Warren Beatty i Buck Henry per El cel pot esperar - Alan Parker per L'Exprés de Mitjanit - Woody Allen per Interiors - Hal Ashby per Tornar a casa |
| Millor actor | Millor actriu |
| - Jon Voight per Tornar a casa com a Luke Martin - Warren Beatty per El cel pot esperar com a Joe Pendleton/Leo Farnsworth/Tom Jarrett - Gary Busey per La història de Buddy Holly com a Buddy Holly - Robert De Niro per El caçador com a Mike Vronsky - Laurence Olivier per Els nens del Brasil com a Ezra Lieberman | - Jane Fonda per Tornar a casa com a Sally Hyde - Ingrid Bergman per Sonata de tardor com a Charlotte Andergast - Ellen Burstyn per Same Time, Next Year com a Doris - Jill Clayburgh per Una dona separada com a Erica Benton - Geraldine Page per Interiors com a Eve |
| Millor actor secundari | Millor actriu secundària |
| - Christopher Walken per El caçador com a Nick Chevotarevich - Bruce Dern per Tornar a casa com a Bob Hyde - Richard Farnsworth per Arriba un genet com a Dodger - John Hurt per L'Exprés de Mitjanit com a Max - Jack Warden per El cel pot esperar com a Max Corkle | - Maggie Smith per California Suite com a Diana Barrie - Dyan Cannon per El cel pot esperar com a Julia Farnsworth - Penelope Milford per Tornar a casa com a Vi Munson - Maureen Stapleton per Interiors com a Pearl - Meryl Streep per El caçador com a Linda |
| Millor guió original | Millor guió adaptat |
| - Nancy Dowd, Waldo Salt i Robert C. Jones per Tornar a casa - Michael Cimino, Deric Washburn, Louis Garfinkle i Quinn K. Redeker per El caçador - Paul Mazursky per Una dona separada - Woody Allen per Interiors - Ingmar Bergman per Sonata de tardor | - Oliver Stone per L'Exprés de Mitjanit (sobre hist. Billy Hayes i William Hoffer) - Neil Simon per California Suite (sobre obra teatre pròpia) - Elaine May i Warren Beatty per El cel pot esperar (sobre obra teatre Harry Segall) - Bernard Slade per Same Time, Next Year (sobre obra teatre pròpia) - Walter Newman per Stone, sang calenta (sobre hist. Richard Price)                                                                          |
| Millor pel·lícula de parla no anglesa | |
| - Préparez vos mouchoirs de Bertrand Blier (França) - Die gläserne Zelle de Hans W. Geißendörfer (Alemanya Occidental) - Magyarok de Zoltán Fábri (Hongria) - I nuovi mostri de Dino Risi, Ettore Scola i Mario Monicelli (Itàlia) - Beli Bim, txeornoe ukho de Stanislav Rostotskyi (Unió Soviètica) | |
| Millor banda sonora | Millor banda sonora - Cançons o adaptació |
| - Giorgio Moroder per L'Exprés de Mitjanit - Dave Grusin per El cel pot esperar - Ennio Morricone per Days of Heaven - Jerry Goldsmith per Els nens del Brasil - John Williams per Superman | - Joe Renzetti per La història de Buddy Holly - Quincy Jones per El mag - Jerry Wexler per La petita |
| Millor cançó original | Millor fotografia |
| - Paul Jabara (música i lletra) per Gràcies a Déu, ja és divendres ("Last Dance") - John Farrar (música i lletra) per Grease ("Hopelessly Devoted to You") - Marvin Hamlisch (música); Alan i Marilyn Bergman (lletra) per Same Time, Next Year ("The Last Time I Felt Like This") - Charles Fox (música); Norman Gimbel (lletra) per Foul Play ("Ready to Take a Chance Again") - Richard M. Sherman i Robert B. Sherman (música i lletra) per The Magic of Lassie ("When You're Loved") | - Néstor Almendros per Days of Heaven - Vilmos Zsigmond per El caçador - William A. Fraker per El cel pot esperar - Oswald Morris per El mag - Robert L. Surtees per Same Time, Next Year |
| Millor direcció artística | Millor vestuari |
| - Paul Sylbert i Edwin O'Donovan; George Gaines per El cel pot esperar - Albert Brenner; Marvin March per California Suite - Mel Bourne; Daniel Robert per Interiors - Tony Walton i Philip Rosenberg; Edward Stewart i Robert Drumheller per El mag - Dean Tavoularis i Angelo Graham; George R. Nelson per El robatori més gran del segle | - Anthony Powell per Death on the Nile - Renie Conley per Caravans - Patricia Norris per Days of Heaven - Paul Zastupnevich per L'eixam - Tony Walton per El mag |
| Millor muntatge | Millor so |
| - Peter Zinner per El caçador - Gerry Hambling per L'Exprés de Mitjanit - Robert Swink per Els nens del Brasil - Stuart Baird per Superman - Don Zimmerman per Tornar a casa | - Richard Portman, William McCaughey, Aaron Rochin i Darin Knight per El caçador - John Wilkinson, Robert W. Glass, Jr., John T. Reitz i Barry Thomas per Days of Heaven - Tex Rudloff, Joel Fein, Curly Thirlwell i Willie D. Burton per La història de Buddy Holly - Robert Knudson, Robert Glass, Don MacDougall i Jack Solomon per Hooper, l'increïble - Gordon K. McCallum, Graham V. Hartstone, Nicolas Le Messurier i Roy Charman per Superman |
| Millor documental | Millor curtmetratge documental |
| - Scared Straight! d'Arnold Shapiro - Le vent des amoureux d'Albert Lamorisse - Mysterious Castles of Clay d'Alan Root - Raoni de Jean-Pierre Dutilleux, Barry Hugh Williams i Michel Gast - With Babies and Banners: Story of the Women's Emergency Brigade d'Anne Bohlen, Lyn Goldfarb i Lorraine Gray | - The Flight of the Gossamer Condor de Jacqueline Phillips Shedd i Ben Shedd - The Divided Trail: A Native American Odyssey de Jerry Aronson - An Encounter with Faces de K.K. Kapil - Goodnight Miss Ann d'August Cinquegrana - Squires of San Quentin de J. Gary Mitchell |
| Millor curtmetratge | Millor curtmetratge d'animació |
| - Teenage Father de Taylor Hackford - A Different Approach de Jim Belcher i Fern Field - Mandy's Grandmother d'Andrew Sugerman - Strange Fruit de Seth Pinsker | - Special Delivery d'Eunice Macaulay i John Weldon - Oh My Darling de Nico Crama - Rip Van Winkle de Will Vinton |

## Oscar Especial
- Les Bowie, Colin Chilvers, Denys N. Coop, Roy Field, Derek Meddings i Zoran Perisic per Superman (pels seus efectes visuals)

## Premis Honorífics
- Laurence Olivier - per la totalitat del seu treball, pels seus magnífics èxits al llarg de la seva carrera i la seva vida de contribució a l'art del cinema. [estatueta]
- Walter Lantz - per portar el riure i l'alegria a tot el món a través de les seves pel·lícules animades. [estatueta]
- King Vidor - pels seus èxits incomparables com a innovador i creador. [estatueta]
- Museu d'Art Modern de Nova York - per la contribució que ha fet en la percepció del públic del cinema com a forma d'art. [estatueta]

## Premi Humanitari Jean Hersholt
- Leo Jaffe

## Presentadors
| Nom                              |                                                    |
| -------------------------------- | -------------------------------------------------- |
| John Harlan                      | Anunciador dels premis                             |
| Howard W. Koch (president AMPAS) | Obertura i benvinguda                              |
| Robin Williams                   | Premi Honorífic a Walter Lantz                     |
| Woody Woodpecker                 | Premi Honorífic a Walter Lantz                     |
| Danny Thomas                     | Explicació del procés i regles de votació          |
| Dyan Cannon                      | Millor actor secundari                             |
| Telly Savalas                    | Millor actor secundari                             |
| Maggie Smith                     | Premis Científics i Tècnics                        |
| Maureen Stapleton                | Premis Científics i Tècnics                        |
| Robby Benson                     | Millors curtmetratges                              |
| Carol Lynley                     | Millors curtmetratges                              |
| Mia Farrow                       | Millors documentals                                |
| David L. Wolper                  | Millors documentals                                |
| Shirley Jones                    | Millor direcció artística                          |
| Ricky Schroeder                  | Millor direcció artística                          |
| Ray Bolger                       | Millor vestuari                                    |
| Jack Haley                       | Millor vestuari                                    |
| Dom DeLuise                      | Millor muntatge                                    |
| Valerie Perrine                  | Millor muntatge                                    |
| Steve Martin                     | Oscar Especial (efectes visuals)                   |
| Margot Kidder                    | Millor so                                          |
| Christopher Reeve                | Millor so                                          |
| James Coburn                     | Millor fotografia                                  |
| Kim Novak                        | Millor fotografia                                  |
| Ruby Keeler                      | Millor cançó original                              |
| Kris Kristofferson               | Millor cançó original                              |
| Dean Martin                      | Millor música original i adaptació                 |
| Raquel Welch                     | Millor música original i adaptació                 |
| Gregory Peck                     | Premi Honorífic al Museu d'Art Modern de Nova York |
| Yul Brynner                      | Millor pel·lícula de parla no anglesa              |
| Natalie Wood                     | Millor pel·lícula de parla no anglesa              |
| George Burns                     | Millor actriu secundària                           |
| Brooke Shields                   | Millor actriu secundària                           |
| Lauren Bacall                    | Millor guió original i adaptat                     |
| Jon Voight                       | Millor guió original i adaptat                     |
| Audrey Hepburn                   | Premi Honorífic a King Vidor                       |
| Francis Ford Coppola             | Millor direcció                                    |
| Ali MacGraw                      | Millor direcció                                    |
| Cary Grant                       | Premi Honorífic a Laurence Olivier                 |
| Richard Dreyfuss                 | Millor actriu                                      |
| Shirley MacLaine                 | Millor actriu                                      |
| Jack Valenti                     | Premi Humanitari Jean Hersholt                     |
| Ginger Rogers                    | Millor actor                                       |
| Diana Ross                       | Millor actor                                       |
| John Wayne                       | Premi millor pel·lícula                            |

### Actuacions
| Nom                     | Paper                           | Peça                                                     |
| ----------------------- | ------------------------------- | -------------------------------------------------------- |
| Jack Elliot             | Arranjadors musicals Conductors | Orquestra                                                |
| Allyn Ferguson          | Arranjadors musicals Conductors | Orquestra                                                |
| Olivia Newton-John      | Interpreta                      | "Hopelessly Devoted to You" de Grease                    |
| Jane Olivor             | Interpreten                     | "The Last Time I Felt Like This" de Same Time, Next Year |
| Johnny Mathis           | Interpreten                     | "The Last Time I Felt Like This" de Same Time, Next Year |
| Donna Summer            | Interpreta                      | "Last Dance" de Gràcies a Déu, ja és divendres           |
| Debby Boone             | Interpreta                      | "When You're Loved" de The Magic of Lassie               |
| Barry Manilow           | Interpreta                      | "Ready to Take a Chance Again" de Foul Play              |
| Sammy Davis Jr.         | Interpreten                     | "Not Even Nominated (Oscar's Only Human)"                |
| Steve Lawrence          | Interpreten                     | "Not Even Nominated (Oscar's Only Human)"                |
| Orquestra de l'Acadèmia | Interpreta                      | "That's Entertainment!" (instrumental)                   |

## Múltiples nominacions i premis
| Les següents pel·lícules van rebre diverses nominacions: - 9 nominacions: El caçador i El cel pot esperar - 8 nominacions: Retorn a casa - 6 nominacions: L'Exprés de Mitjanit - 5 nominacions: Interiors - 4 nominacions: Days of Heaven, El mag, Same Time, Next Year i Superman - 3 nominacions: California Suite, Una dona separada La història de Buddy Holly i Els nens del Brasil - 2 nominacions: Sonata de tardor | Les següents pel·lícules van rebre més d'un premi: - 5 premis: El caçador - 3 premis: Retorn a casa - 2 premis: L'Exprés de Mitjanit |